# Delia Cancela

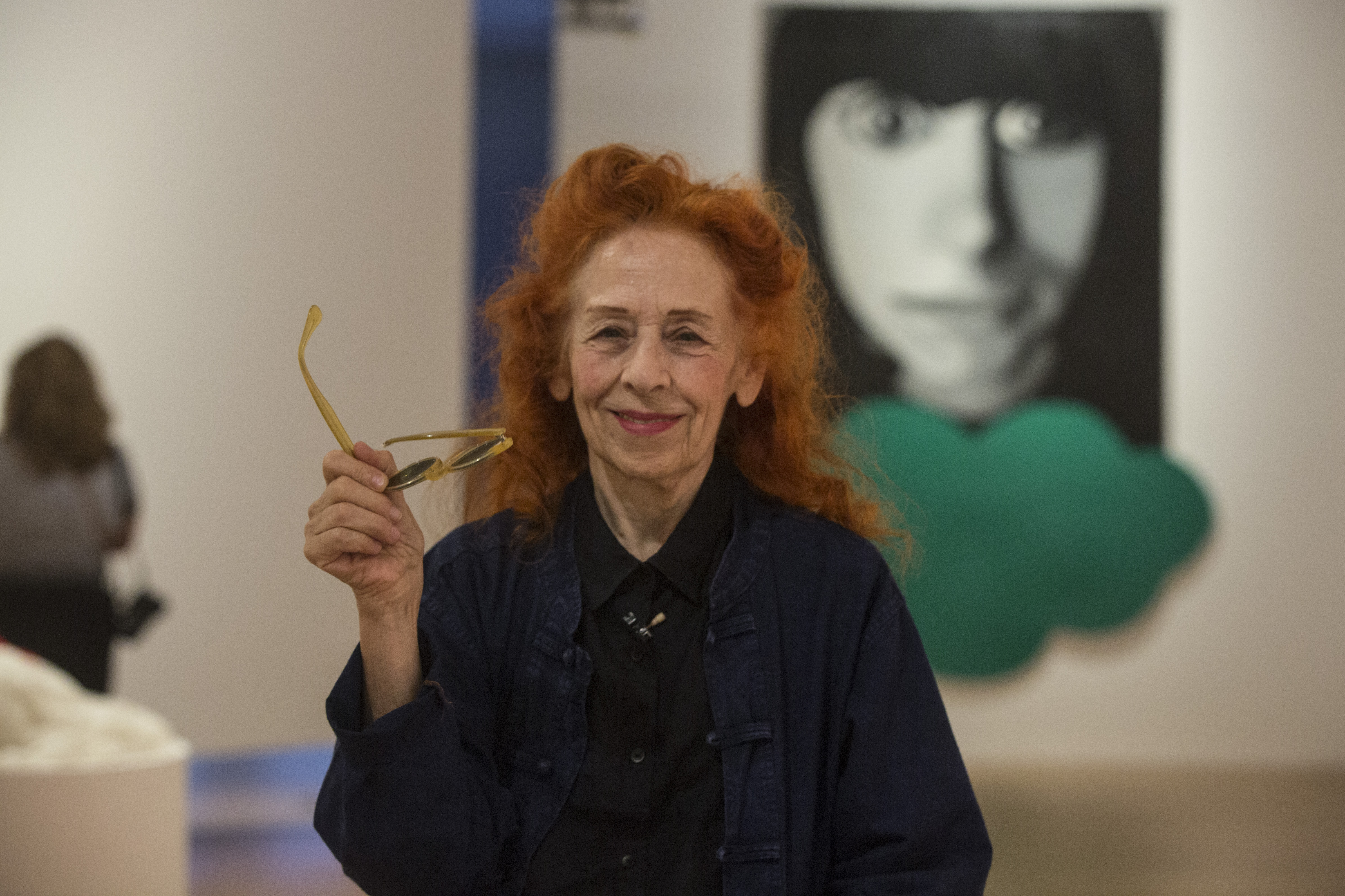
Delia Cancela en 2018.

Delia Cancela (nacida en 1940 en Buenos Aires, Argentina) es una artista pop y diseñadora de modas argentina. Vivió en Argentina, Nueva York, Londres y Paris, ciudades donde desarrolló exposiciones. Exhibiciones retrospectivas de sus trabajos y colaboraciones con Pablo Mesejean incluyen a Delia Cancela (2000), Retrospectiva (2000), Pablo&Delia, The London Years 1970-1975 (2001), y Delia Cancela: Un artista en la moda (2013).

## Premios y nominaciones
Recibió varias nominaciones, el premio Ver y estimar en 1963 y 1964, el premio Acquizition del XXV Salón de Arte de Mar del Plata, el premio Di Tella y el premio Braque con Pablo Mesejean en 1966 y el premio Directorio a la Trayectoria del Fondo Nacional de las Artes.